# Coup de foudre au bout du monde

Coup de foudre au bout du monde (Stürme in Afrika) est un téléfilm allemand, réalisé par Dennis Satin, et diffusé en 2009.

## Fiche technique
- Titre allemand : Stürme in Afrika
- Réalisation : Dennis Satin
- Scénario : Barbara Jago
- Photographie : Sven Kirsten
- Musique : Ulrich Reuter
- Durée : 90 min

## Distribution
- Katja Flint : Eva Färber
- Aglaia Szyszkowitz : Hanna Kirchhoff
- Markus Knüfken : Alex
- August Zirner (en) : Paul Färber
- David Crichton : Vater
- Bongo Mbutuma : Bwami
- Cornelia George : Zola
- Khanya Nkethe : Kibo
- Mwake Ngami : Mbali
- Robyn Olivia : Susanne Färber